# 十八試空二号無線電信機

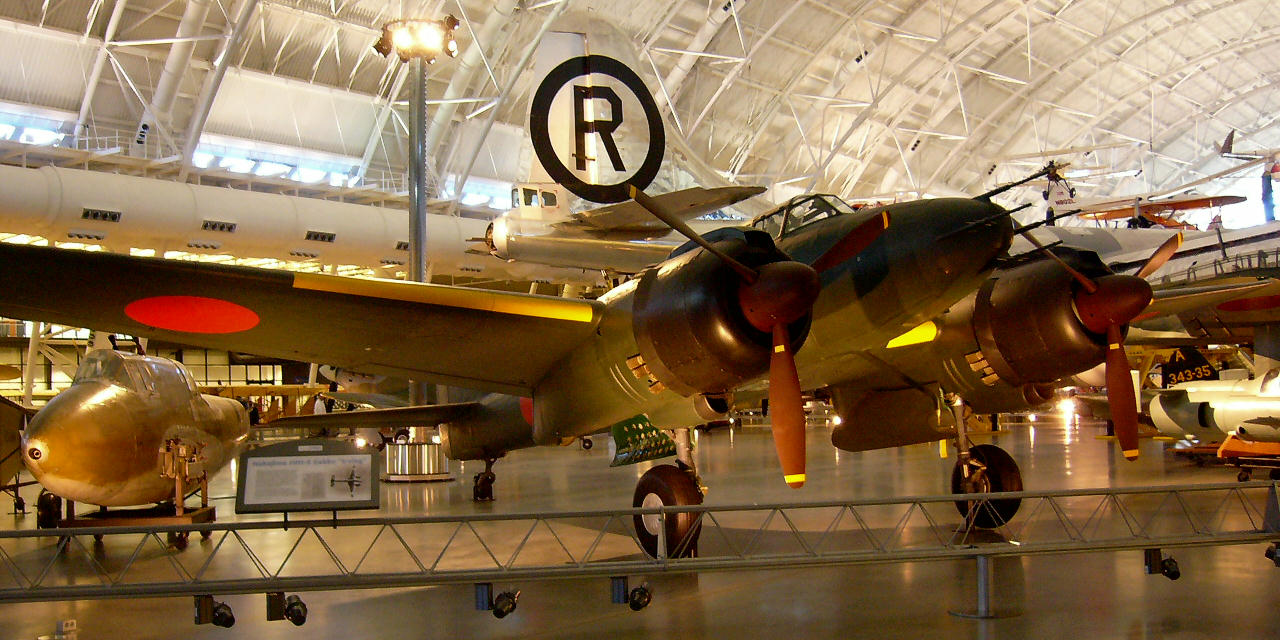
FD-2電探を装備した夜間戦闘機「月光」。機首に四本の送信・受信用アンテナを装備する。

十八試空二号無線電信機（じゅうはちしくうにごうむせんでんしんき）とは、第二次世界大戦末期に大日本帝国海軍が開発した航空機搭載用レーダーである。記号呼称でFD-2電探とも呼ばれる。旧称は十八試空六号。

## 開発
海軍航空技術廠が夜間戦闘機用の接敵電探として開発した。1943年（昭和18年）末に製作に着手、1944年（昭和19年）5月に試作機が完成した。実用実験を行ったものの能力不足のため兵器採用はされず、最終的に研究は中止となった。

## 設計
重量70kg、使用波長60cm、出力2.5kWの小型電探で、距離、方位を正確に出すことができる等感度方式を採用した。カタログデータ上の性能は対艦船に対して探知距離20km、中型航空機の探知距離は一機を対象として400mから3,000mだった。方向精度はプラスマイナス0.5度。
搭載機種は月光と銀河。月光の搭載例の場合、機首に4本の送受信アンテナが配置された。上下に付けられたアンテナは発信に用い、左右のアンテナは受信に用いる。さらに偵察員席に陰極線管（ブラウン管）方式のスコープが取り付けられた。

## 運用
日本の戦争末期の工業能力はシーレーンを断たれたこと、徴兵による熟練労働者の不足、空襲などによって著しく悪化しており、真空管、その他部品の工作不具合と材質の劣化により、製造された機器も動作不良や性能の悪化が激しかった。大戦中の日本のエレクトロニクスによる夜間迎撃例としては、1945年（昭和20年）4月1日から14日、横須賀海軍航空隊がB-29を迎撃したものの、戦闘空域に到達せず敵の探知にも至らなかった。この戦いでは、地上用捜索レーダー一一三号電波探信儀、月光搭載のFD-2、陸軍の誘導レーダーであるタチ一三号、タキ一五号が投入されたが、いずれも実用レベルには達していなかった。本レーダーの探知例は一線部隊として最高の整備能力がある横須賀海軍航空隊の迎撃において、B-29を3kmの距離で探知に成功した戦闘があるのみである。成績が不良であることから一線部隊では本電探のほとんどが除去されたが、アンテナ部分のみは残された機体が多い。
生産は東芝で行われ、約100台を生産している。